# Stormen (film, 1928)
Stormen är en amerikansk dramafilm från 1928 i regi av Victor Sjöström. I huvudrollerna ses Lillian Gish, Lars Hanson,
Montagu Love och Dorothy Cumming.

## Handling
En kvinna från östra USA flyttar till Texas och måste leva med den konstanta vinden, sanden och brutala män.

## Om filmen
Filmen premiärvisades i Sverige 3 december 1928 och är den sista av Victor Sjöströms betydande amerikanska filmer och anses som hans allra främsta från USA-tiden. För filmfotot svarade John Arnold, som förlaga har man en roman av Dorothy Scarborough.

## Rollista i urval
- Lillian Gish - Letty Mason
- Lars Hanson - Lige Hightower
- Montagu Love - Wirt Roddy
- Dorothy Cumming - Cora
- Edward Earle - Beverly
- William Orlamond - Sourdough